# 科姆希爾嶺
科姆希爾嶺（英語：Komhyr Ridge）是南極洲的山嶺，位於沙克爾頓海岸，屬於伊麗莎白女王嶺的一部分，處於霍克斯坦嶺以東，美國地質調查局根據測量和該國海軍的空中照片繪入地圖，現時由南極條約體系管理。